# Alain de Sédouy
Pour les articles homonymes, voir Sédouy.
Pour le diplomate français, voir Jacques-Alain de Sédouy.
Alain Le Chartier de Sédouy, marquis de Sédouy, ou simplement Alain de Sédouy, né le 15 novembre 1929 à Paris et mort le 15 août 2024 à Marseille, est un journaliste, réalisateur, scénariste et producteur de télévision français.

## Biographie
Alain Henri Le Chartier de Sédouy est le fils d'Alain Le Chartier de Sédouy et de son épouse, née Jacqueline de La Laurencie, fille du musicologue Lionel de La Laurencie. Il est un cousin germain du diplomate Jacques-Alain de Sédouy.
La famille Le Chartier de Sédouy, originaire de Normandie, fut anoblie en 1636 et reçut le titre de marquis en 1784.
Journaliste à Paris-Presse, Alain de Sédouy couvre l’insurrection de Budapest en 1956.
Il est envoyé spécial en Algérie de 1958 à 1961.

### Carrière à la télévision
Alain de Sédouy rencontre André Harris à l’ORTF en 1963. Ensemble ils produisent un magazine baptisé Zoom. En mai 68, après un long conflit, et jugeant qu’ils avaient accordé une place trop importante aux mouvements étudiants, la direction de l’ORTF les congédie pour  « attitude anti-républicaine ». Harris et Sédouy se font « virer à grands coups de pied dans le cul » du service public.
Harris et Sédouy produisent en 1969 le film documentaire de Marcel Ophüls, Le Chagrin et la Pitié  qui sera longtemps interdit de diffusion à la télévision.
En 1973, alors que Georges Pompidou est président de la République, il coréalise Français si vous saviez, qui traite de trois grandes crises qu'a connues le général de Gaulle :  l’effondrement de 1940, la renaissance de 1944, l’avènement de la Vᵉ République en 1958. En 1978, il coréalise L’Histoire oubliée : les harkis, avec l’historien Eric Deroo.
Alain de Sédouy est à l’origine de création de la chaîne Canal+ en 1983 avec Pierre Lescure et Marc Tessier.
Alain de Sédouy était membre du conseil d'administration de la Société civile des auteurs multimédia (SCAM).

## Filmographie

### Réalisateur
- Seize millions de jeunes, (1964)
- Habitations à loisirs modérés, (1964)
- Les Algériens de Paris, (1966)
- La Bécane, (1966)
- Côté cours, (1966)
- Munich ou la paix pour cent ans, avec Marcel Ophüls. (1967)[10].
- Zoom , (1968)
- Mai 68, (1968)
- Français si vous saviez, (1973)
- Le Pont de singe, (1976)
- Les Enracinés, (1981)
- L’Histoire oubliée : les harkis, en collaboration avec Éric Deroo, France 3 , 1993
- L'Armée Rouge, (1999)
- L’Esprit de Prague, (2005)
- Le Destin d’un capitaine, (2008)
- Avanti cosi : patrons à l’italienne, (2009)

### Producteur
- Seize millions de jeunes, (1964)
- Habitations à loisirs modérés, (1964)
- Les Algériens de Paris, (1966)
- La Bécane, (1966)
- Côté cours, (1966)
- Munich ou la paix pour cent ans, (1967)
- Bouton rouge (1967)
- Zoom, (1968)
- Mai 68, (1968)
- Le Chagrin et la Pitié - Chronique d'une ville française sous l'occupation (1969)
- Les Goumiers marocains, (1993)
- L’Armée Rouge, (1999)
- The Revenge of the Romanovs, (2001)
- L’Esprit de Prague, (2005)
- Le Destin d’un capitaine, (2008)

### Commentaires
- Le Piège indochinois, réalisé par Éric Deroo, (2004)

## Publications
- Indomptable Hongrie, Édition Les 4 Fils Aymon, 1956
- Voyage à l'intérieur du Parti communiste (avec André Harris), Éditions du Seuil, 1974
- Les Patrons (avec André Harris), France loisirs, 1978
- Qui n'est pas de droite ? (avec André Harris), Éditions du Seuil, 1979  (ISBN 978-2724205121)
- Juifs et Français (avec André Harris), Grasset, 1979  (ISBN 978-2246008378)
- Les voix de la France (avec Pierre Bouteiller), Calmann-Levy, 1987
- De quoi souffrez-vous Docteur ? (avec Gille Pial), Pocket, no 3475, 1990  (ISBN 978-2266034616)